# 罔氏 (李继迁妻)
罔氏（10世纪？—1007年），北宋初年党项夏州政权李继迁元配之妻，党項族大姓罔氏之女。
李继迁在娶罔氏之后，又娶党项族大姓野利氏之女和辽国义成公主耶律氏。李继迁在景德元年（1004年）死去，其子李德明即位。景德四年（1007年）五月，罔氏去世，李德明遣使都押牙賀承珍向宋朝告哀。宋朝遣使殿中丞趙稹爲致祭，任命李德明鎭軍大將軍、右金吾卫上將軍，員外置同正員。允许李德明于五台山修供，为其祷告升天。罔氏葬地不详。《宋史·夏国传》以野利氏为李德明生母，《西夏書事》以罔氏为李德明嫡母。但是史书记载野利氏嫁给李继迁的时间是雍熙元年（984年），当时李德明已经出生（981年）。故《西夏书事》的作者认为野利氏也不是李德明的生母。